# Кёбер, Рафаэль фон
Рафаэль фон Кёбер (15 января 1848, Нижний Новгород, Российская империя — 14 июня 1923, Иокогама, Япония) — российско-немецкий философ, музыкант, преподаватель российского происхождения, долгое время проживший в Японии.

## Биография
Рафаэль фон Кёбер родился в Нижнем Новгороде. Его отцом был врач Густав фон Кёбер. Мать Рафаэля умерла, когда ему был всего один год, и его воспитывала бабушка. Рафаэль получил прекрасное домашнее образование и с детства проявлял интерес к музыке.
В возрасте 19 лет он поступил в  Московскую консерваторию, где обучался у Чайковского и Рубинштейна. Закончив консерваторию в 24 года, он решил не продолжать карьеру музыканта из-за своей застенчивости и уехал в Германию, где изучал естествознание и философию в Йенском университете. После окончания докторантуры в возрасте 30 лет он преподавал в Берлинском университете, Гейдельбергском университете и Мюнхенском университете главным образом историю музыки и эстетику музыки.
В июне 1893 года по рекомендации своего друга Эдуарда фон Гартмана Кёбер переехал в Японию, став иностранным советником при правительстве. С 1893 по 1914 год он читал лекции по античной и западно-европейской философии и эстетике на филологическом факультете Токийского императорского университета, там же преподавал латинский, древнегреческий, английский и немецкий языки (преподавание велось на английском языке). Среди его многочисленных японских учеников были известный писатель Нацумэ Сосэки, а также  философы Нисида Китаро и Вацудзи Тэцуро.
Кёбер также занимался пропагандой в Японии европейской музыки. Он дал более 60 публичных концертов,  вел класс фортепиано и истории музыки в Токийской Национальной Школе музыки с 1894 по 1909 год. В 1903 года он аккомпанировал на пианино при постановке первой европейской оперы в Японии.
После начала русско-японской войны он отказался возвращаться на родину, но уже в 1914 году бросил преподавательскую деятельность и решил поехать в Мюнхен.  Однако начало Первой мировой войны помешало его планам, и он 9 лет вплоть до своей смерти был вынужден жить на территории русского консульства в Иокогаме, не имея другого жилья.
Похоронен Рафаэль фон Кёбер в Токио на кладбище Дзёсигая. Его личная библиотека, насчитывавшая 1999 экземпляров, и в основном состоявшая из древнегреческих и латинских трудов, а также работ по философии и литературе, была передана библиотеке Университета Тохоку.

## Взгляды
Кёбер увлекался философией Шопенгауэра, Ницше и Гартмана. Он стремился доказать, что идеи, пропагандируемые немецкими философами, своими корнями связаны с буддизмом, с идеалами Востока.  Кёбер доказывал, что наилучшим образцом для Японии может служить бисмарковская Германия.